# Bertney Langley
Bertney Langley, nascut a la vila koasati d'Elton (Louisiana), és un contador i compilador d'històries koasati-alibamu, nebot de Bel Abbey, fundador i director de la Bayou Indian Federation. Ha participat a diverses exhibicions folklòriques i literàries arreu dels Estats Units i de Louisiana.